# Bryconops gracilis
Bryconops gracilis är en fiskart som först beskrevs av Eigenmann, 1908.  Bryconops gracilis ingår i släktet Bryconops och familjen Characidae. IUCN kategoriserar arten globalt som livskraftig. Inga underarter finns listade.